# Anarjohka
L'Anarjohka (in norvegese Anarjokka o Anarjohka, in finlandese Inarijoki, in lingua sami settentrionale Anárjohka, in svedese Enare älv) è un fiume della Norvegia e della Finlandia. Assieme all'Karasjohka dà origine al fiume Teno nei pressi di Karigasniemi.

## Corso del fiume
Il fiume nasce dal monte Lulit Bissovárri, all'interno del parco nazionale Øvre Anárjohka, nel comune di Kautokeino in territorio norvegese. Scorre dapprima verso nord-est attraversando il parco nazionale finché curva a est dove accoglie l'affluente Skiehččanjohkka in corrispondenza con il confine finlandese, sulla cui sponda si trova il parco nazionale di Lemmenjoki. Dopo il villaggio di Basevuovdi il fiume curva verso nord, raccogliendo le acque del maggiore dei suoi tributari, il Goššjohka, che proviene da ovest.
A Raidesuolu, pochi chilometri a nord dal confine e 12 km ad est dalla cittadina di Karasjok, l'Anarjohka sfocia nel fiume Karasjohka ed insieme formano il Teno.

## Economia e sviluppo
Karigasniemi, con circa 300 abitanti, è l'unico insediamentodi una certa dimensione lungo il fiume. Sulla sponda norvegese, tra il ponte sul confine e la confluenza con il Karasjohka, si trovano i villaggi di Dorvonjárga e Gámehisnjárga. Il corso del fiume a sud di Karigasniemi è molto scarsamente popolato. Piccoli villaggi sono (da nord a sud) Iškorasjohka, Jorgastak e Basevuovdi sulla sponda norvegese, e Kuoppaniva, Vuobmaved e Angeli su quella finlandese. A monte di Angeli e Basevuovdi non ci sono insediamenti umani.
L'unico ponte sull'Anarjohka si trova nei pressi del villaggio finlandese di Karigasniemi.
Come il Karasjohka e il Teno, l'Anarjohka è famoso per la pesca al salmone.